# Бег к морю
«Бег к морю» (фр. Course à la mer) — название трёх последовательных операций как немецких, так и англо-французских войск на Западном фронте Первой мировой войны, проводившихся с 16 сентября по 15 октября 1914 года и имевших своей целью охват флангов противника. Однако ни одной из сторон этого сделать не удалось, и результатом «Бега к морю» стало лишь увеличение протяженности фронта.

## Бои на Уазе и Сомме (16 — 25 сентября)
После окончания 15 сентября боёв на Эне образовался позиционный фронт. Но у обеих сторон оказался открытым фланг: пространство в 200 км между позициями на Эне и Северным морем осталось не занято никем, — и французское командование попыталось обойти немцев с запада. На участок р. Уаза были брошены кавалерийский корпус, пехотная дивизия из 6-й армии, и территориальные части д`Амада, сюда же стали перебрасывать ещё один корпус из Лотарингии.
Но и немцы попытались воспользоваться открытым флангом и двинули туда свой 9-й резервный корпус и 7-ю кавдивизию. 16 сентября произошел встречный бой в районе Нуайона, длившийся 2 дня и не принесший успеха ни тем, ни другим. Стороны понесли потери и стали закрепляться на достигнутых рубежах.
15 сентября германское главное командование приняло решение перебросить большую часть своей 6-й армии из Лотарингии в район Мобежа с задачей наступать севернее Соммы и охватить левый фланг французских войск, сосредоточенных между Уазой и Соммой. Французское командование в свою очередь 18 сентября приступило к формированию новой 2-й армии в составе четырех корпусов к северо-западу от Нуайона, на которую в свою очередь возлагалась задача обойти правый фланг немецких войск. 
21 сентября части этой армии начали наступление западнее Уазы. Но дорогу французам на этом направлении уже на следующий день преградили силы более чем полутора германских корпусов, переброшенных сюда с других участков. Кавалерийский германский корпус был передвинут к Сен-Кантену, а одна кавалерийская дивизия переведена еще севернее — на охрану железной дороги Камбре — Валансьенн.
Так как шесть французских дивизий занимали охватывающее расположение, 23 сентября два германских корпуса прибыли и сосредоточились у Сен-Кантена и севернее у Ле-Катле (21-й армейский и 1-й баварский корпуса). Они начали наступление к Сомме на участке от Перонна до Гама. Французские части, левый фланг которых находился у Море, наступали на северо-восток навстречу немцам. Бои 24 и 25 сентября на верхней Сомме не дали перевеса ни одной из сторон. Они показали французскому командованию, что противник успел противопоставить 2-й французской армии достаточные силы. Для продолжения охвата германского правого фланга требовалось направить силы еще дальше на север. Французы перебросили новый корпус к Амьену и Альберу. В свою очередь, немецкий корпус вышел севернее Перонна.

## Бои на Скарпе (29 сентября — 6 октября)
В конце сентября — начале октября боевые действия переносятся на берега р. Скарп. Сюда, в район Арраса и до Ланса, 29 и 30 сентября подходят войска вновь сформированной 10-й французской армии (10-й и 11-й корпуса, одна пехотная и две территориальные дивизии). С северо-востока развертывание 10-й армии прикрывает кавалерийский корпус. С германской стороны в этом районе действовала лишь одна конница — два кавалерийских корпуса под общим руководством генерала Марвица. Но за ними в Камбре уже были сосредоточены германские гвардейский и 4-й армейский корпуса, Между этими силами противников с 1 октября постепенно завязываются боевые столкновения. Борьба начинается в окрестностях Дуэ и распространяется на север.
Вместе с тем германское командование, обнаружив перед фронтом своих наступающих частей у Арраса новые силы противника, направило свою конницу севернее, которая уже 3 октября вышла в район Ланса, тесня французов, а другие кавалерийские дивизии 6 октября сосредоточивались восточное Лилля, продвинувшись до Куртре на реке Лис.
В эти напряженные для французского главного командования дни, когда обстановка на фронте 2-й и 10-й французских армий представлялась весьма тяжелой и положение войск в ближайшем будущем вызывало тревогу, командующий французской армией Жоффр приходит к решению объединять командование всеми французскими войсками, расположенными к северу от Уазы. Кроме того, поскольку английская армия перебрасывалась во Фландрию, требовалось кому-то координировать действия союзников. Эта задача возлагается на генерала Фоша. Так и на западноевропейском театре было положено начало новой системе организации — созданию группы армий. Сам Фош получил звание помощника главнокомандующего и с 5 октября приступил к исполнению новых обязанностей.

## Бои на Лисе (7 — 15 октября)
Дальнейшие попытки выигрыша фланга переносятся на берега реки Лис. 6 октября две кавалерийские дивизии французов были высажены у Эра и Армантьера. Германская кавалерия 7 октября продвинулась еще севернее — к Ипру. 10 октября на участок Бетюн, Эр прибыл снятый с реки Эны 2-й английский пехотный корпус, а к 19 октября здесь сосредоточилась вся английская армия. Но и немцы подвезли к Лиллю 19-й армейский корпус. Крупные массы войск, развернувшиеся с обеих сторон на берегах Лиса, привели к равновесию сил, вследствие чего бои приняли малоподвижный, бесперспективный характер.
Потеряв надежду добиться осуществления своих замыслов на Лисе, Фалькенхайн замышляет перегруппировку 4-й армии на участок от Остенде на побережье Па-де-Кале до Манена на реке Лис и 8 октября отдает соответствующие распоряжения. Этот участок (от Лиса до побережья) на всем фронте от Уазы до моря оказался теперь наиболее важным, так как с ним были связаны новые надежды, зародившиеся у германского командования. У него возникла мысль «захватить северное французское побережье, а с этим и господство над Ла-Маншем», вспоминал Фалькенхайн. Это создало бы угрозу английским сообщениям через канал, что сулило заманчивые перспективы. В германской ставке втайне надеялись, что это привело бы к выходу Англии из войны. «Надеялись парализовать сообщения по Английскому каналу, — пишет Фалькенгайн, — нанести чувствительный удар самой Англии». Союзники же, понимая значение портов, готовы были приложить максимум усилий для их защиты. Сражением на р. Лис закончились действия сторон против флангов. Противоборствующие армии уткнулись в море.

## Результаты
Обе стороны в течение 30 дней с 16 сентября по 15 октября предпринимали отчаянные попытки обойти открытый фланг противника, перебрасывая к нему последовательно все новые и новые, довольно значительные силы. Однако эти действия не принесли сторонам никаких результатов.
Итогом этих настойчивых действий явилось лишь то, что фронт все больше и больше удлинялся и наконец противники уткнулись в побережье Северного моря, удлинив фронт на 170—180 км. Так закончился «бег к морю».

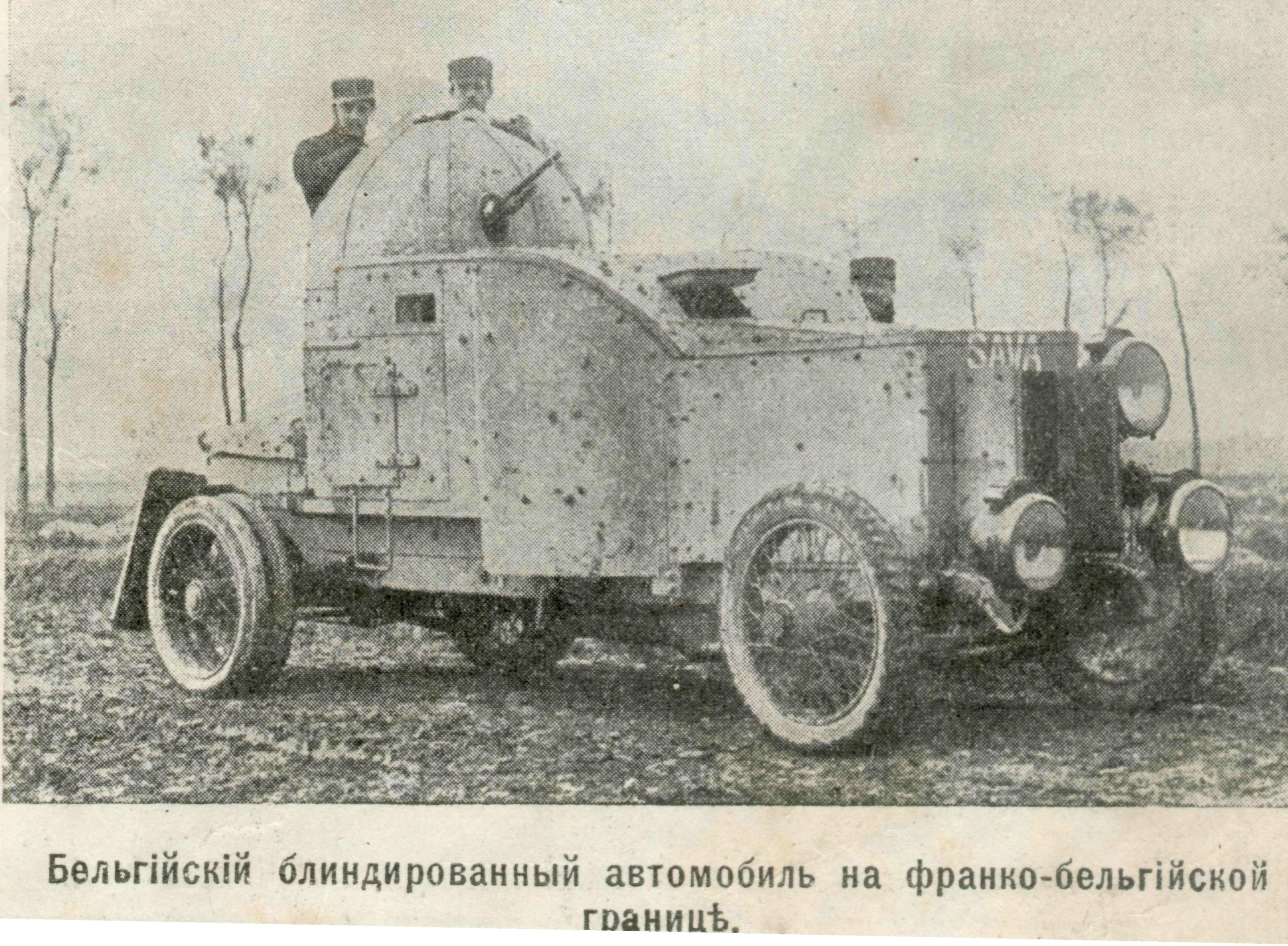
Бельгийский бронеавтомобиль "Sava" на французско-бельгийской границе. 1914
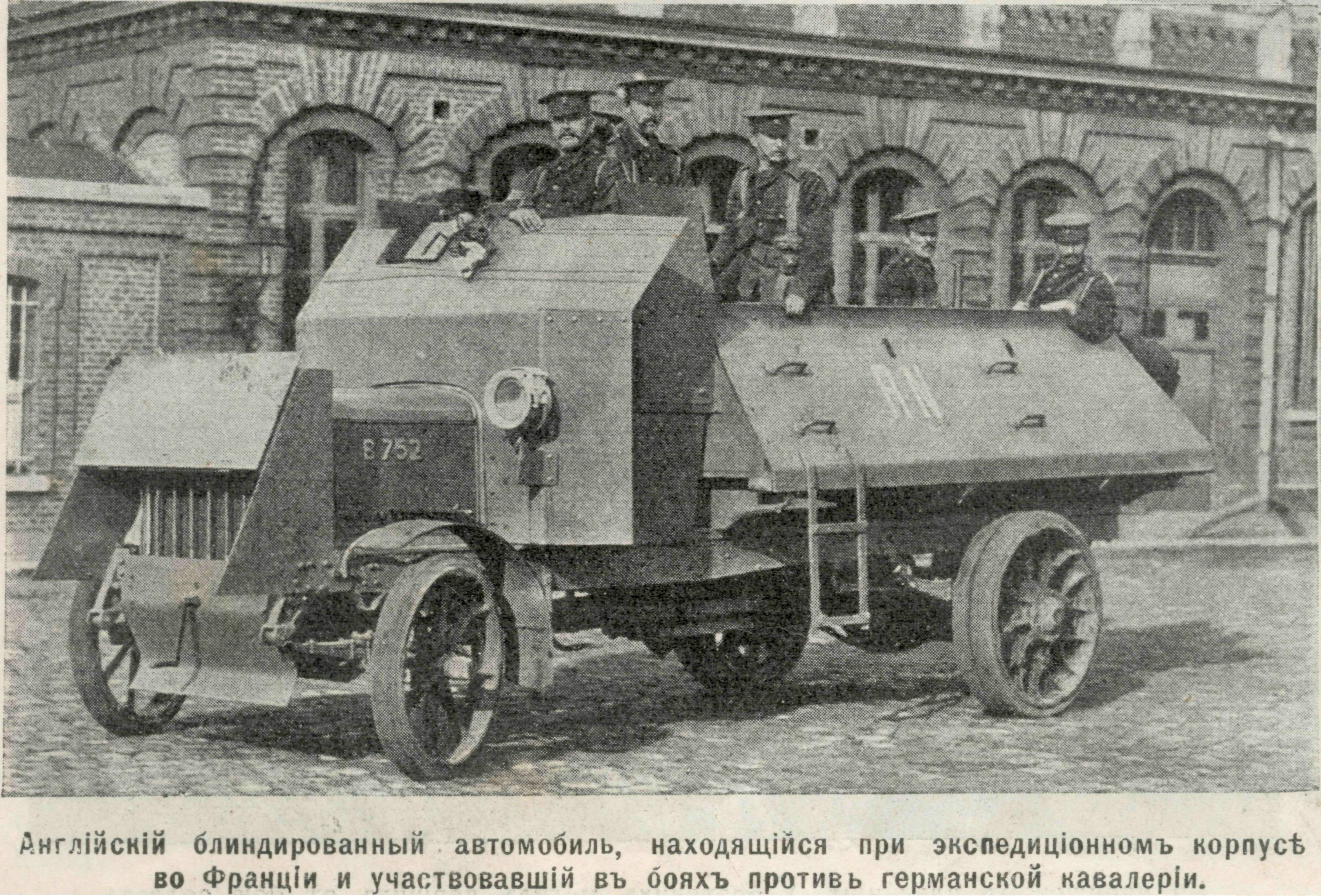
Английский блиндированный автомобиль во Франции. 1914
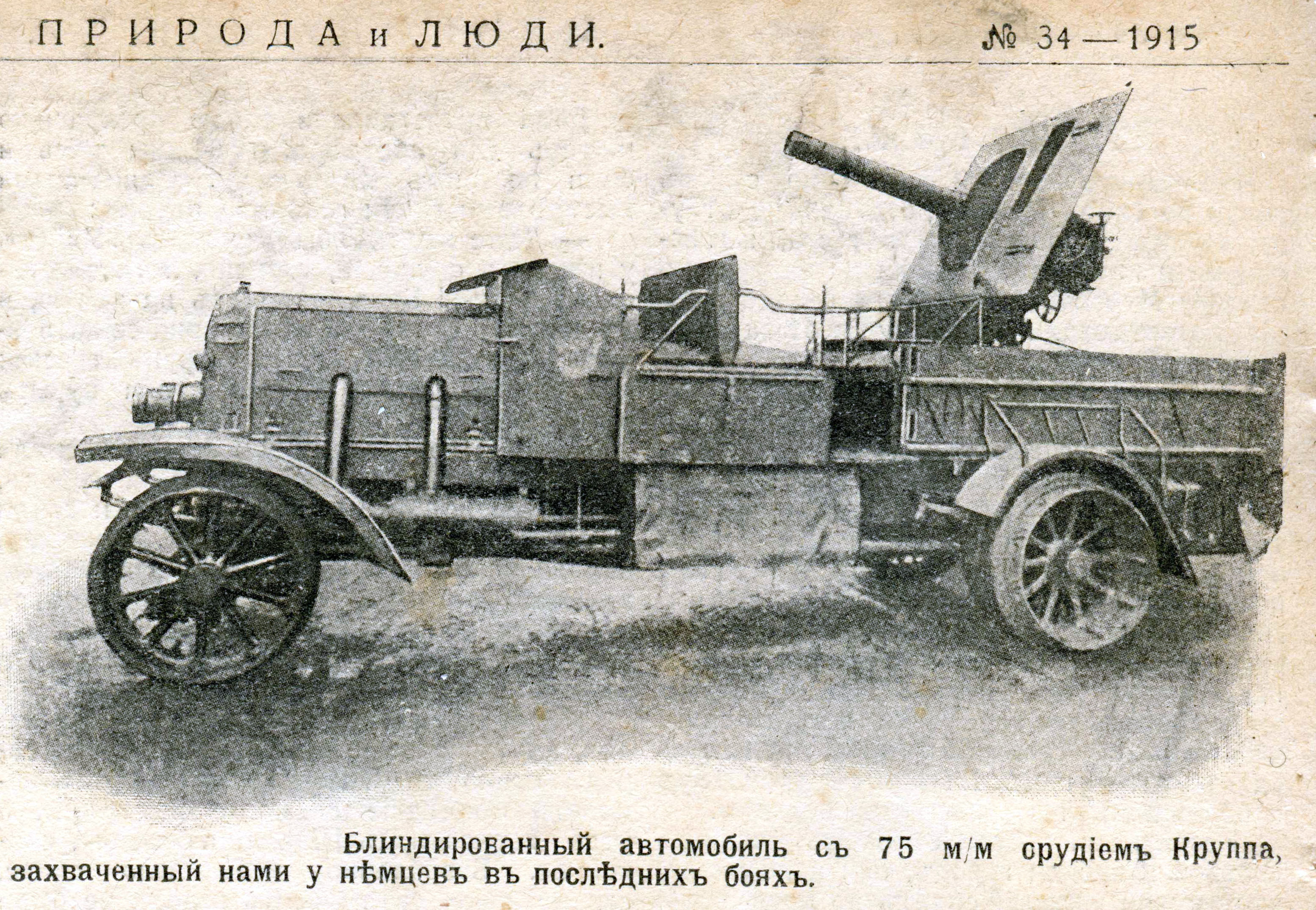
Германский блиндированный автомобиль с 75-мм орудием Круппа.